# 아무튼 오후 네시
박지연의 아무튼 오후 네시는 제주교통방송에서 주말 오후 4시부터 6시까지 방송중인 음악 프로그램이다.

## 프로그램 소개
- 졸음이 밀려드는 오후 4시. 가요부터 영화 음악, 팝송까지! 장르를 넘나드는 음악과 함께 오후의 나른함을 해소해드립니다^^

## 요일 코너

### 토요일
- 오후의 졸음 타파 - 두 가지 미션과 신나는 노래로 오후의 졸음을 날려 버려요!
- 막간 퀴즈 - 돌발! 누구나 맞힐 수 있는 간단한 퀴즈 드립니다.
- 세상의 모든 일 - 우리가 매일같이 하는 일, 모든 일에 대해 알아봅시다. 세모일!
- 아무튼 팝팝 뮤직 - 시대 불문, 장르 불문, 특별한 팝 음악을 함께 들어봅니다!

### 일요일
- 아무튼 플리 - 제작진의 플레이리스트 속 노래 대방출!
- 아무튼 말말말 - 알아두면 좋을 말말말! 우리말을 바로 알아봅시다.
- 아무튼 백문백답 - 백가지 질문과 백가지 답을 아무튼 오후 네시에서 함께!